# Байба Браже
Байба Браже (латис. Baiba Braže раніше Baiba Laizāne 4 грудня 1966, Рига), латвійський дипломат і політик, з 19 квітня 2024 року — міністр закордонних справ Латвійської Республіки. Представляє партію «Єдність» та асоціацію «Нова Єдність». Колишній посол з особливих завдань Міністерства закордонних справ (2023—2024), колишній посол Латвії в Нідерландах (2003—2008) і Великій Британії (2016—2020). Заступник генерального секретаря НАТО Єнса Столтенберга з громадської дипломатії (2020—2023).

## Біографія
Народилася 1966 року в Ризі. Навчалась у Ризі в середній школі #2, займалася метанням списа під керівництвом тренера з легкої атлетики Валентини Ейдукас.
1990 року закінчила юридичний факультет Латвійського університету. У 1993 році почала працювати в Департаменті міжнародного права Департаменту міжнародних політичних організацій МЗС Латвії, була начальником Управління гуманітарних питань, радником групи підготовки до вступу Латвії до Європейського Союзу; була директором Першого політичного управління (з європейських справ), начальником Управління політики безпеки та міжнародних організацій та начальником Управління комунікацій.Вона закінчила Програму підвищення кваліфікації для генералів, адміралів і послів у Оборонному коледжі НАТО в Римі, а також в Університеті Турку та Університеті Гронінгена.
З 1996 до 1998 Байба була першим секретарем постійного представництва Латвії при ООН у Нью-Йорку, потім радником прем'єр-міністра Віліса Кріштопанса з питань зовнішньої політики (1998—1999).
У 2002 здобула ступінь магістра соціальних наук у галузі комунікації в Латвійському університеті.
У 2003 — 2008 Байба Браже була надзвичайним і повноважним послом Латвії в Нідерландах. Коли її чоловік став послом Нідерландів у Таїланді, Лаосі, Камбоджі та М'янмі, вона переїхала до Таїланду, де вивчала буддизм, мову та регіональні дослідження в університеті Чулалонгкорн. З 2015 року до 2016 року вона була Послом Латвійської Республіки в Республіці Індонезія.
2016—2020 Байба Браже була надзвичайним і повноважним послом Латвії у Великій Британії, потім з 2020 по 2023 заступником генерального секретаря НАТО з громадської дипломатії. Працювала у місії ООН та різних європейських установах.
У 2023 році вона була призначена послом з особливих завдань Міністерства закордонних справ Латвійської Республіки.

### Міністр закордонних справ
19 квітня 2024 на позачерговій сесії Сейму її затвердили на посаді міністра закордонних справ Латвійської Республіки. Це рішення підтримали всі політичні сили коаліції, а також частина опозиції — «Єдиний список» і «Спочатку Латвія». За призначення Байби Браже на посаду міністра проголосувало 66 депутатів. Натомість депутати опозиційного Народного об'єднання не брали участі в голосуванні, а «Стабільність!» голосувала проти. У червні Байба Браже стала членом товариства «Єдність» та асоціації «Нова єдність».

### Підтримка України
Майже відразу після початку роботи міністром Байба відвідала Київ та послідовно відстоює позицію максимальної підтримки України.
У травні 2024 Байба Браже взяла участь у Ризькому марафоні для збору коштів на дрони для України. Вона подолала дистанцію півмарафону під номером 814 (саме стільки днів на той час тривало повномасштабне вторгнення Росії в Україну).

## Особисте життя
Байба Браже одружена з Тьяко ван ден Хоутом, колишнім послом Нідерландів, пара має дочку Брігіту. До її хобі відносяться гра в теніс та верхова їзда.
Байба вільно володіє англійською, російською та голландською мовами, на середньому рівні володіє французькою, володіє базовими знаннями тайської мови.

## Нагороди
- Похвальний хрест (2007)
- Ordem do Infante D. Henrique (2003)
- Орден Почесного легіону (2001)